# Marathon de Boston 2006
Navigation
Édition précédente Édition suivante
Le Marathon de Boston de 2006 est la 110e édition du Marathon de Boston, disputée le 17 avril 2006 à Boston, dans le Massachusetts, aux États-Unis. Elle est intégrée au circuit mondial des World Marathon Majors créé cette même année. La course est remportée par les Kényans Robert Cheruiyot chez les hommes et la Rita Jeptoo chez les femmes.

## Résultats

### Hommes
| Rang | Athlète                   | Nationalité | Temps           |
| ---- | ------------------------- | ----------- | --------------- |
|      | Robert Kipkoech Cheruiyot | Kenya       | 2 h 07 min 14 s |
|      | Benjamin Maiyo            | Kenya       | 2 h 08 min 21 s |
|      | Meb Keflezighi            | États-Unis  | 2 h 09 min 56 s |
| 4    | Brian Sell                | États-Unis  | 2 h 10 min 55 s |
| 5    | Alan Culpepper            | États-Unis  | 2 h 11 min 05 s |
| 6    | Kenjiro Jitsui            | Japon       | 2 h 11 min 32 s |
| 7    | Peter Gilmore             | États-Unis  | 2 h 12 min 45 s |
| 8    | William Kiplagat          | Kenya       | 2 h 13 min 26 s |
| 9    | Wilson Onsare             | Kenya       | 2 h 13 min 47 s |
| 10   | Clint Verran              | États-Unis  | 2 h 14 min 12 s |

### Femmes
| Rang | Athlète              | Nationalité | Temps           |
| ---- | -------------------- | ----------- | --------------- |
|      | Rita Jeptoo          | Kenya       | 2 h 23 min 38 s |
|      | Jeļena Prokopčuka    | Lettonie    | 2 h 23 min 48 s |
|      | Reiko Tosa           | Japon       | 2 h 24 min 11 s |
| 4    | Bruna Genovese       | Italie      | 2 h 25 min 28 s |
| 5    | Kiyoko Shimahara     | Japon       | 2 h 26 min 52 s |
| 6    | Alevtina Biktimirova | Russie      | 2 h 26 min 58 s |
| 7    | Olivera Jevtić       | Serbie      | 2 h 29 min 38 s |
| 8    | Madina Biktagirova   | Russie      | 2 h 30 min 06 s |
| 9    | Olesya Nurgalieva    | Russie      | 2 h 30 min 16 s |
| 10   | Živilė Balčiūnaitė   | Lituanie    | 2 h 32 min 16 s |

### Fauteuils roulants (hommes)
| Rang | Athlète | Nationalité | Temps |
| ---- | ------- | ----------- | ----- |
|      |         |             |       |
|      |         |             |       |
|      |         |             |       |

### Fauteuils roulants (femmes)
| Rang | Athlète | Nationalité | Temps |
| ---- | ------- | ----------- | ----- |
|      |         |             |       |
|      |         |             |       |
|      |         |             |       |